# Justine Waddell
Justine Waddell, född 4 november 1976 i Johannesburg i Sydafrika, är en brittisk skådespelare. Waddell är troligen främst känd för The Fall, för rollen som Tess i Tess av d'Urberville och för rollen som Estella i Lysande utsikter.

## Filmografi i urval
- 1997 – Anna Karenina
- 1997 – Den vitklädda kvinnan (TV-serie)
- 1997 – The Moth (TV-serie)
- 1998 – Tess av d'Urberville (TV-serie)
- 1999 – Lysande utsikter (TV-serie)
- 1999 – Mansfield Park
- 1999 – Fruar och döttrar (TV-serie)
- 2000 – Dracula 2000
- 2002 – The One and Only
- 2004 – The Mystery of Natalie Wood (TV-serie)
- 2005 – Chaos
- 2006 – The Fall
- 2007 – Thr3e
- 2011 – Killing Bono
- 2011 – Target
- 2011 – The Enemy Within